# Аптекар

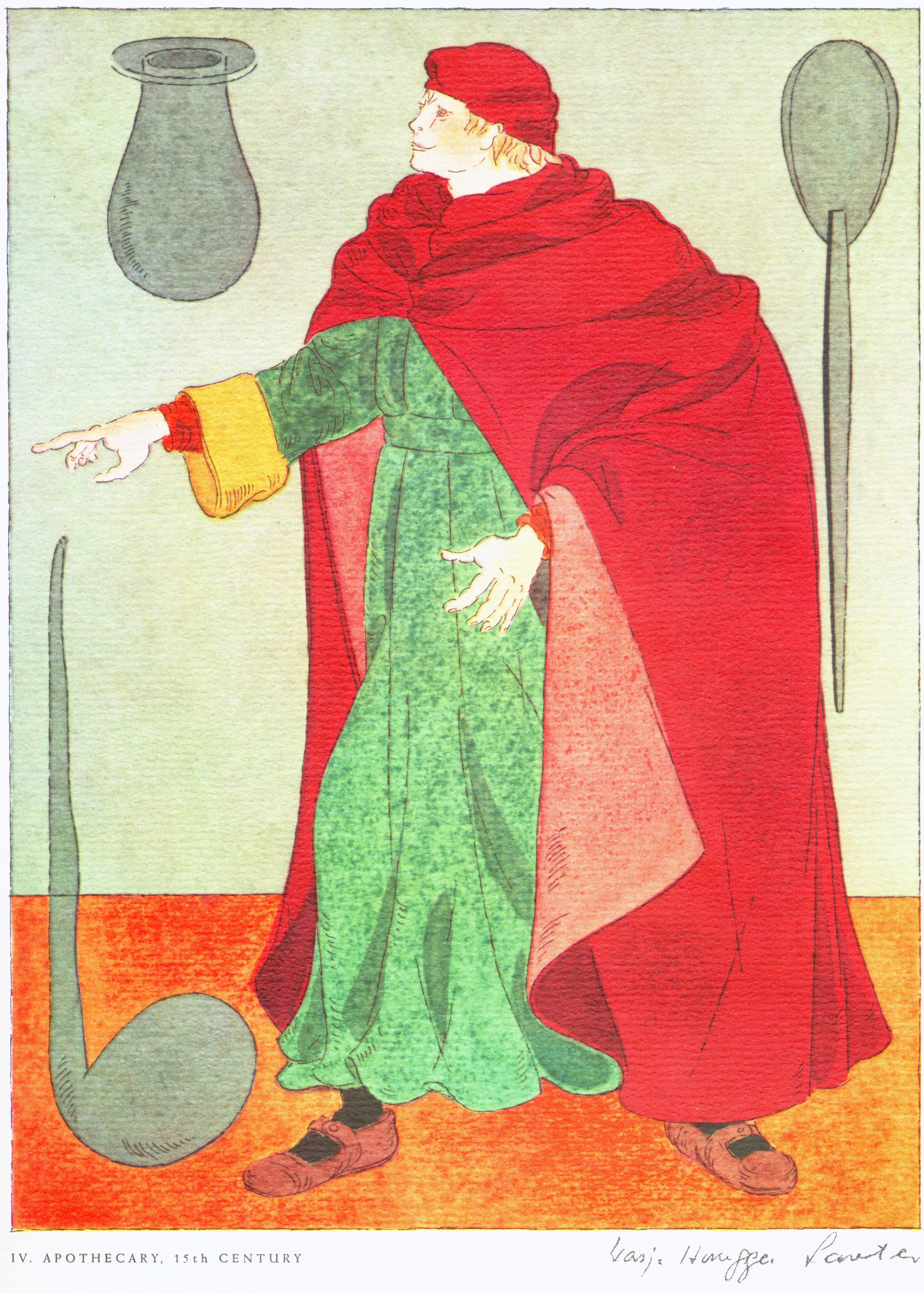
Аптекар, XV століття

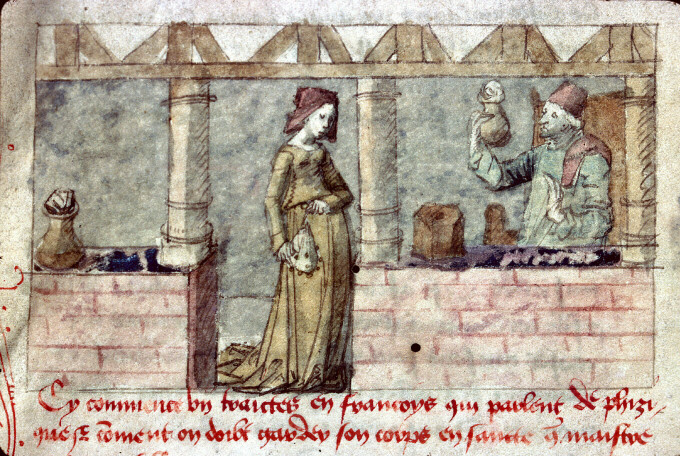
Французький аптекар (XV століття).

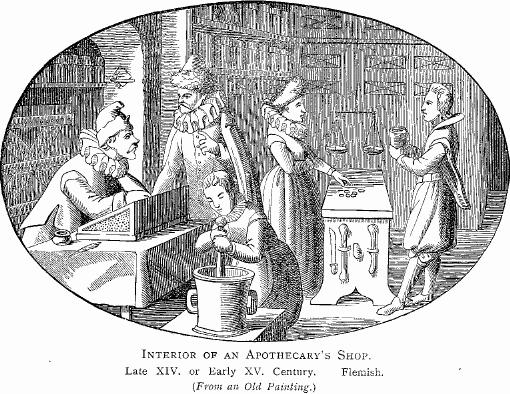
Інтер'єр аптекарського магазину. Ілюстрація із видання Ілюстрована історія умеблювання, від стародавності й до нашого часу — 1893 р., Фредерік Літчфілд (1850–1930)

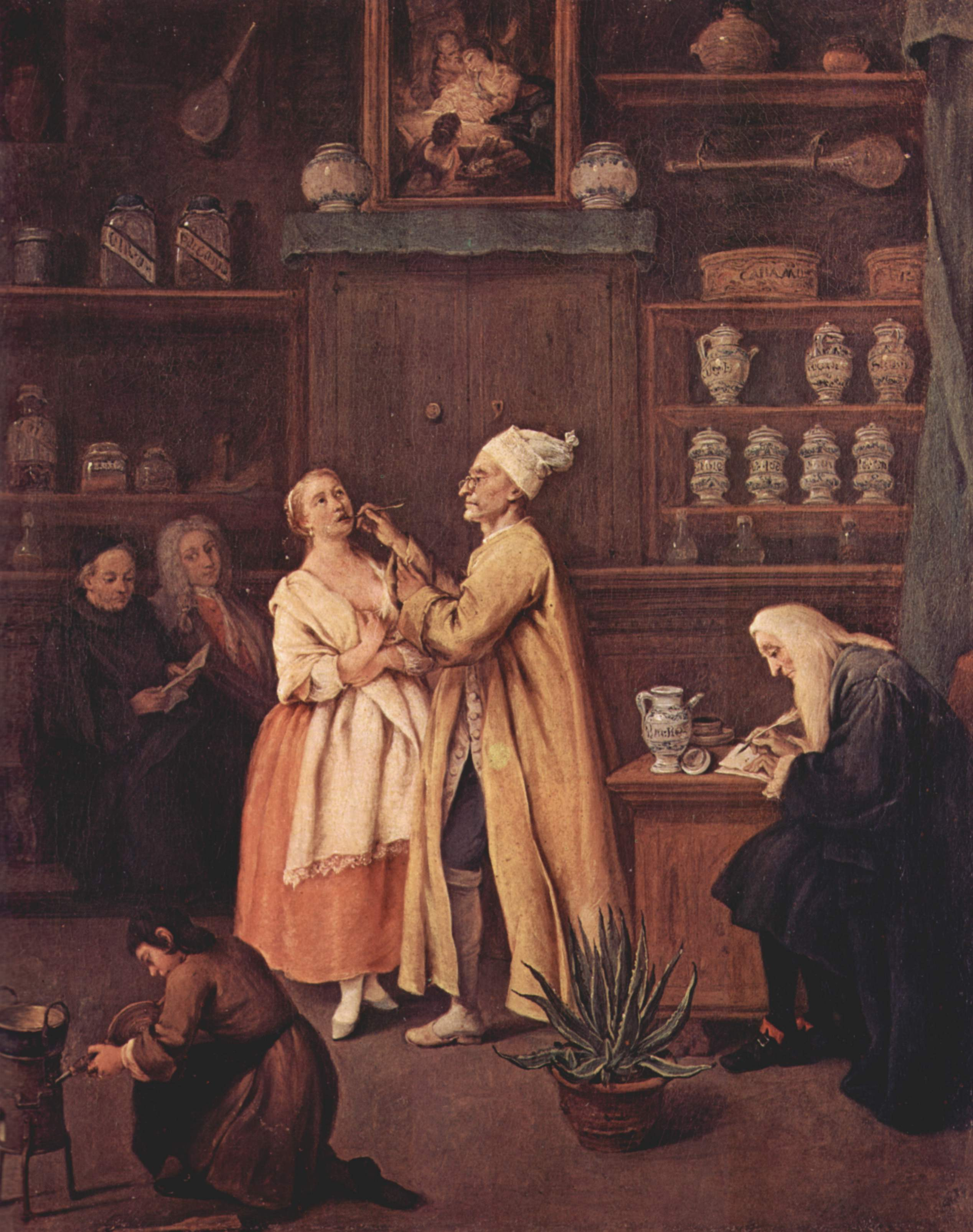
П'єтро Лонгі. «Аптекар», 1752. Галерея Академії, Венеція

Аптекар (англ. apothecary) — історичне найменування професіонала в галузі медицини, який формулює та розподіляє materia medica — медичні матеріали та інформацію для лікарів, хірургів та пацієнтів, — роль, яку в наші дні виконують фармацевти та деякі доглядачі хворих.
На додачу до обов'язків фармацевта, аптекар був здатний надавати загальні медичні поради та певний ряд послуг, таких як хірургія та прийняття пологів (акушерство), які зараз виконуються виключно лікарями-спеціалістами. Аптекарі нерідко були власниками магазину роздрібної торгівлі, який і виконував роль аптеки. У такому магазині вони, на додаток до інгредієнтів для ліків, продавали тютюн та «патентні медикаменти» (плацебо).
Внаслідок постійних пошуків трав'яних та хімічних інгредієнтів працю аптекаря можна вважати попередницею таких сучасних наукових дисциплін, як хімія та фармакологія, — до того часу, як було сформульоване поняття наукового методу.

## Історія
Професія аптекаря, ймовірно, походить ще аж із 2600 року до н. е., зі стародавнього Вавилона, звідки дійшла до нашого часу одна з найстарших згадок про аптекарську діяльність. Були знайдені глиняні таблички із медичними текстами — записами симптомів, виписками ліків та інструкціями для їх виготовлення. Давньоєгипетський Папірус Еберса, написаний близько 1500 року до н. е., вміщує колекцію з більш ніж 800 приписів, або стародавніх рецептів для аптекарів того часу. У ньому згадується понад 700 різних видів медикаментів.
Як стверджують Шаріф Каф аль-Газал, Джолін Картер та С. Гадзович, аптекарські магазини існували в епоху Середньовіччя у Багдаді. Такі аптеки відкривалися мусульманськими фармацевтами у 754 році в часи Аббасидського халіфату, або в Золоту добу Ісламу. Існують дані про діяльність аптекарів і в мусульманській Іспанії до XI століття.
Наприкінці XIV століття англійський поет Джеффрі Чосер (1342—1400) згадував англійського аптекаря у своїх Кентерберійських оповіданнях, а саме — в його «Оповіді монастирського капелана», коли Пертелота промовляє до Чонтекліра (рядки 181—184):

. . . and for ye shal nat tarie,

Though in this toun is noon apothecarie,

I shal myself to herbes techen yow,

That shul been for youre hele and for youre prow.

. . . не гай лиш часу ти дарма,

Бач, в нас в містечку і аптекаря нема,

Сама навчу — і розповім тобі про трави все,

І це тобі й здоров'я й гордість принесе.

В період від XV до XVI століття професія аптекаря здобула статус професійної практики, але до кінця XIX століття медичні професії стали атрибутом спеціалізованих медичних закладів — із чітко визначеними обов'язками лікаря-фізіолога, хірурга тощо. Ну а щодо ролі аптекаря, то його обов'язки звузилися до поняття «фармацевт».
В Англії аптекарі заснували власну ліврейну компанію (Шановне товариство аптекарів) у 1617 році. Однак її коріння треба шукати глибше в минулому — воно йде ще із Гільдії торговців перцем, яка сформувалася в Лондоні у 1180 році. Елізабет Ґаррет Андерсон стала першою жінкою, яка отримала медичну кваліфікацію у Великій Британії після проходження екзамену товариства у 1865 році.
Аптекарі використовували власну систему мір («аптекарську систему») для забезпечення надзвичайно точного зважування дуже малих кількостей речовин та матеріалів. Аптекарі також були відомі тим, що приймали спеціальні запити на різноманітне шкідливе зілля та отруту.

## Аптекарі в Україні
Ще в часи Київської Русі широко відомі були різні порошки, мазі, відвари, настоянки, так звані горошки, які треба було класти під язик, призначалися спеціальні лікувальні трав'яні ванни. На «торжках», у «зелених рядах» продавалися різні трави, зілля, відвари, настої. Продавали їх знахарі; очевидно, саме їх, а також інших цілителів, волхвів, чаклунів, ворожок і можна вважати попередниками сучасних аптекарів. Свої «медикаменти» вони тримали у спеціальних льохах, які, ймовірно, були прообразом сучасних аптек. Проте аптек у сучасному розумінні в часи Київської Русі не було. Знахарі передавали свої знання з покоління в покоління. Люди до них зверталися не лише за ліками (часто — навіть звичайнісінькими амулетами, оберегами), а й за медичною допомогою.
Перша аптека на території сучасної України була відкрита у Львові в 1270 році при храмі Іоанна Хрестителя і проіснувала до 1480 р. Для порівняння: перша аптека в Московській Русі була відкрита тільки в 1581 р. і обслуговувала тільки царя та його родину; для обслуговування ж населення аптеку в Москві було відкрито в 1672 р. На XVII століття у Львові було вже 15 аптек, а львівські аптекарі повністю задовольняли потреби місцевого населення.
Першу аптеку в м. Києві відкрили в 1709 р. на Печерську. Аптекарі на той час мали дуже багато привілеїв. Їх звільняли від військової служби, надавали статус почесних громадян міст. Той, хто перший відкрив аптеку в місті, мав привілей порівняно з наступними аптекарями в тому, що ніхто не мав права відкривати нову аптеку без згоди першого.
У 1773 році губернатор Львова видав медичний патент, який повинен був регулювати роботу лікарів та аптекарів. Так, тепер представникам цієї професії заборонялося вести медичну діяльність без університетської освіти.
У Російській імперії, до складу якої входила значна частина території сучасної України, фармацевтичні ступені для фахівців вперше були введені в 1838 р. «Правилами про іспити медичних, ветеринарних і фармацевтичних чиновників». Таких ступенів було три: аптекарський помічник, провізор і аптекар.
У 1845 р. замість назви «аптекар» було введено вищий фармацевтичний ступінь — магістр фармації. Право присуджувати ці ступені було надано кільком університетам (насамперед Петербурзькому і Московському) та Військово-медичній академії.

## Згадки аптекарів у художній літературі
- У п'єсі Вільяма Шекспіра «Ромео та Джульєтта»: бідний аптекар продає Ромео смертельний еліксир, за допомогою якого Ромео чинить самогубство.
- У п'єсі Вільяма Шекспіра «Король Лір»: король Лір вигукує: «Дай мені унцію мускусу, добрий аптекарю, щоб я освіжив свою уяву».
- У оповіданні Вільяма Фолкнера «Троянда для Емілі»: Головний персонаж, міс Емілі Ґрірсон, іде до «аптекаря» і купує миш'як, буцімто щоб убити якогось щура. Тим щуром пізніше виявляється її «янкі-бойфренд», який намагався її безжалісно відштовхнути від себе[9].
- У ігровому всесвіті Warhammer 40000 космічні десантники, які практикують польову медицину, відомі також як Аптекарі.

## Видатні аптекарі
- Джеймс Паркінсон
- Данте Аліґ'єрі
- Бенедикт Арнольд
- Сильванус Беван
- Еміль Куе
- Ніколас Калпепер
- Джон Кітс
- Нострадамус
- Джон Паркінсон
- Жозеф Пруст
- Ніколас Х'юз